# 札幌トヨタ自動車
札幌トヨタ自動車株式会社（さっぽろトヨタじどうしゃ）は、北海道札幌市中央区に本社を置くトヨタ店であり、札幌トヨタグループの中核企業である。

## 概要
道内のうち、石狩（札幌エリア）・胆振（室蘭・苫小牧エリア）・後志（小樽エリア）・空知（岩見沢エリア）が主な営業エリア。かつては日高エリアも営業区域内だったが、札幌トヨタを含む5社が出資しトヨタ車種を取り扱う子会社「ひだかトヨタ自動車販売（同）」に運営を譲渡した。その他、札幌市内のレクサス店（宮の森・東苗穂）を運営している。

## 店舗

### 石狩

#### 札幌市
- 本社・中央店・特販部 - 札幌市中央区北1条西7丁目3-8
- 札幌支店（新車ショールーム）- 札幌市中央区北5条東1丁目2-5
- 札幌支店サービスセンター（点検・整備のみ）- 札幌市東区北23条東3丁目4-10

- 琴似支店 - 札幌市中央区宮の森3条1丁目1-46
- 南5条店 - 札幌市中央区南5条西10丁目1011-8
- 篠路店 - 札幌市北区篠路1条5丁目5-1
- 新琴似店 - 札幌市北区新琴似8条9丁目1-1
- 北光支店 - 札幌市東区北25条東1丁目1-33
- 東苗穂店 - 札幌市東区東苗穂5条3丁目1-1
- 新道店 - 札幌市東区北34条東19丁目1-1
- 白石支店 - 札幌市白石区本通21丁目南1-23
- 東札幌店 - 札幌市白石区菊水6条4丁目3-21
- 北郷店 - 札幌市白石区北郷2条9丁目2-11
- 厚別店 - 札幌市厚別区厚別東5条4丁目1-1
- 月寒支店 - 札幌市豊平区月寒中央通10丁目2-13
- 藻岩店 - 札幌市南区南32条西10丁目1-26
- 八軒店 - 札幌市西区八軒6条西10丁目1-7
- 西野店 - 札幌市西区西野3条2丁目1-11
- 手稲店 - 札幌市手稲区富丘3条5丁目1-1

#### その他石狩
- 石狩店 - 石狩市花川東1条4丁目23-1
- 江別店 - 江別市幸町23
- 大曲店 - 北広島市大曲並木1丁目7-1
- 恵庭店 - 恵庭市住吉町1丁目4-1
- 千歳店 - 千歳市本町2丁目1

### 空知
- 岩見沢支店 - 岩見沢市4条東14丁目5
- 栗山店 - 夕張郡栗山町角田237（2024年3月31日をもって閉店）
- 滝川店 - 滝川市緑町1丁目4-30

### 後志
- 小樽支店 - 小樽市長橋4丁目6-6
- 余市店 - 余市郡余市町黒川町1090-1
- 岩内店 - 岩内郡共和町リヤムナイ2-40
- 倶知安店 - 虻田郡倶知安町字比羅夫1-15

### 胆振
- 室蘭支店 - 室蘭市東町3丁目17-1
- 伊達店 - 伊達市梅本町38-1
- 苫小牧支店 - 苫小牧市新開町2丁目1-4
- 糸井店 - 苫小牧市永福町1丁目5-8

### 日高
- 前述のひだかトヨタ自動車販売が店舗を運営している[注 1]。

### 中古車販売店
- T-ZONE南郷店 - 札幌市白石区南郷通17丁目南3-13
  - ネッツトヨタ道都と共同で出店。
- 宮の沢店 - 札幌市手稲区西宮の沢2条1丁目1-39
- T-ZONEいしかり店 - 石狩市樽川5条1丁目1（2025年3月31日をもって閉店。ネッツトヨタ札幌は継続出店）
- 小樽支店 塩谷センター - 小樽市塩谷1丁目3-3（2023年９月30日をもって閉店）

### 福祉車両展示場
- トヨタハートフルプラザ札幌（2024年12月20日をもって閉店） - 札幌市西区二十四軒1条7丁目2-19
- トヨタハートフルプラザ北広島 - 北広島市大曲並木1丁目7-1

### レクサス販売店
- レクサス東苗穂 - 札幌市東区本町2条9丁目3-22
- レクサス宮の森 - 札幌市西区二十四軒1条7丁目2-18

## グループ会社

### 自動車・物流機器販売事業
- 函館トヨタ自動車
  - ネッツトヨタ道南（2020年7月1日函館トヨタ自動車と経営統合）
- ネッツトヨタ札幌
- ネッツトヨタ道都
- ネッツトヨタ苫小牧（2020年10月からグループ入り。2020年9月まではトヨタ自動車直営）
- トヨタカローラ道北
- トヨタカローラ苫小牧（2013年11月「トヨタカローラ室蘭」から改称）
- トヨタL&F札幌

### 自動車レンタル及びリース事業
- トヨタレンタリース札幌

### 情報通信事業
- エステイ情報システム

### 商事・不動産事業
- 札幌トヨタ商事
- エステイビジネスアシスト
- エステイバリュー

### 教育・採用事業
- エステイヒューマンサポート

### 自動車学校
- 北海道中央自動車学校
  - 小樽中央自動車学校